# Pamela Gidi Masías
Pamela Victoria Gidi Masías (Santiago, 17 de septiembre de 1968) es una ingeniera comercial, consultora internacional y directora de empresas. Independiente, se desempeñó como Subsecretaria de Telecomunicaciones de Chile entre marzo de 2018 y junio de 2021, durante el segundo gobierno del presidente Sebastián Piñera.

## Familia y Estudios
Es hija de Eduardo Juan Gidi Hadad y Norma Ester Masías Retamal y tiene un hermano. Realizó sus estudios superiores en la carrera de ingeniería comercial en la Pontificia Universidad Católica (PUC), luego cursó un Master of Business Administration en la Universidad de California en Los Ángeles (UCLA) y además, estudios en el London Business School (LBS).
Está separada y no tiene hijos.

## Carrera Profesional
Trabajó durante ocho años en DirecTV. En dicha empresa, se desempeñó primero en Chile como directora de marketing, producto y asuntos públicos mientras que luego, por su desempeño, fue promovida a vicepresidenta de DirecTV Latinoamérica en Nueva York, estando a cargo de la estrategia digital y comercial para nueve países latinoamericanos.
Asimismo, ha ejercido durante 25 años en posiciones ejecutivas en compañías multinacionales como Unilever, Hasbro, Ford Motor Company, J.C. Penney Company y The Walt Disney Company.
Su trayectoria la llevó a ser elegida entre las 100 mujeres líderes de Chile, en los años 2014 y 2015, por el diario El Mercurio y Mujeres Empresarias.
El 11 de marzo de 2018 fue designada por el presidente Sebastián Piñera como Subsecretaria de Telecomunicaciones (Subtel), dependiente del Ministerio de Transportes y Telecomunicaciones. Renunció al cargo el 9 de junio de 2021, luego de una exitosa y reconocida gestión que incluyó la adjudicación de diez licitaciones, entre las que se encuentra la red 5G, que situara a Chile como precursor de la misma en toda Latinoamérica.
Desde junio de 2021, ejerce labores como directora, consultora y asesora internacional, principalmente en materias vinculadas con telecomunicaciones y tecnología. Es columnista frecuente del diario La Tercera y ocasional del Diario Financiero.